# Javier Forés
Javier Forés Querol (Llombay, Valencia, 16 de septiembre de 1985), también conocido como Xavi Forés, es un piloto de motociclismo español que ha participado en diferentes categorías. Desde 2011, compite en el Campeonato Mundial de Superbikes a bordo de una Kawasaki ZX-10RR.
En 2010 y 2013 ganó el Campeonato de España en la categoría Stock Extreme. y el Campeonato de Europa Superstock 1000 en 2013 y el Campeonato IDM Superbike en 2014. También compitió en el Campeonato del Mundo de Motociclismo en la cilindrada de 125cc y Moto2, el Campeonato Mundial de Supersport, el Campeonato de Europa de Superstock 1000 y el Mundial de Moto2. En 2019 acabó el Campeonato Británico de Superbikes en la novena posición de la clasificación general.

## Resultados

### Campeonato del Mundo de Motociclismo
Sistema de puntuación de 1993 hasta 2022:
| Posición | 1.º | 2.º | 3.º | 4.º | 5.º | 6.º | 7.º | 8.º | 9.º | 10.º | 11.º | 12.º | 13.º | 14.º | 15.º |
| Puntos   | 25  | 20  | 16  | 13  | 11  | 10  | 9   | 8   | 7   | 6    | 5    | 4    | 3    | 2    | 1    |

#### Carreras por año
(Clave) (Carreras en negrita indica pole position, carreras en cursiva indica vuelta rápida)
| Año  | Cat.   | Moto    | 1      | 2      | 3      | 4      | 5       | 6      | 7      | 8     | 9     | 10    | 11    | 12      | 13      | 14      | 15     | 16    | 17     | 18    | Pts. | Pos. |
| ---- | ------ | ------- | ------ | ------ | ------ | ------ | ------- | ------ | ------ | ----- | ----- | ----- | ----- | ------- | ------- | ------- | ------ | ----- | ------ | ----- | ---- | ---- |
| 2001 | 125cc  | Aprilia | JAP -  | RSA -  | ESP -  | FRA -  | ITA -   | CAT -  | NED -  | GBR - | ALE - | CZE - | POR - | VAL Ret | PAC -   | AUS -   | MAL -  | RIO - |        |       | 0    | -    |
| 2010 | Moto2  | Bimota  | QAT -  | SPA -  | FRA -  | ITA -  | GBR -   | NED -  | CAT -  | GER - | CZE - | IND - | RSM - | ARA -   | JPN -   | MAL Ret | AUS 25 | POR - |        |       | 0    | -    |
| 2010 | Moto2  | AJR     |        |        |        |        |         |        |        |       |       |       |       |         |         |         |        |       | VAL 16 |       | 0    | -    |
| 2011 | Moto2  | Suter   | QAT 26 | SPA 18 | POR 19 | FRA 29 | CAT Ret | GBR 19 | NED 23 | ITA - | GER - | CZE - | IND - | RSM -   | ARA -   | JPN -   | AUS -  | MAL - | VAL -  |       | 0    | -    |
| 2016 | MotoGP | Ducati  | QAT -  | ARG -  | AME -  | ESP -  | FRA -   | ITA -  | CAT -  | NED - | GER - | AUT - | CZE - | GBR -   | RSM Ret | ARA -   | JPN -  | AUS - | MAL -  | VAL - | 0    | -    |

### Campeonato Mundial de Supersport

#### Carreras por año
| Año  | Moto   | 1       | 2       | 3      | 4      | 5      | 6       | 7      | 8       | 9      | 10     | 11      | 12      | 13      | Pos. | Pts. |
| ---- | ------ | ------- | ------- | ------ | ------ | ------ | ------- | ------ | ------- | ------ | ------ | ------- | ------- | ------- | ---- | ---- |
| 2004 | Suzuki | ESP Ret | AUS -   | SMR -  | ITA -  | GER -  | GBR -   | GBR -  | NED -   | ITA -  | FRA -  |         |         |         | 0    | -    |
| 2005 | Suzuki | QAT 8   | AUS 11  | SPA 11 | ITA 11 | EUR 12 | SMR 7   | CZE 5  | GBR 11  | NED 10 | GER 14 | ITA Ret | FRA 5   |         | 71   | 9.º  |
| 2006 | Yamaha | QAT 4   | AUS 15  | SPA 7  | ITA 9  | EUR 7  | SMR 10  | CZE 12 | GBR Ret | NED -  | GER -  | ITA -   | FRA -   |         | 49   | 10.º |
| 2007 | Honda  | QAT 11  | AUS Ret | EUR 17 | SPA 17 | NED 19 | ITA Ret | GBR 7  | SMR 7   | CZE 18 | GBR 16 | GER Ret | ITA Ret | FRA Ret | 23   | 26.º |

### Campeonato Mundial de Superbikes

#### Carreras por año
| Año  | Moto   | 1       | 1       | 2      | 2       | 3       | 3       | 4      | 4      | 5      | 5      | 6       | 6       | 7      | 7       | 8       | 8     | 9     | 9       | 10      | 10     | 11      | 11      | 12      | 12      | 13      | 13      | 14    | 14      | Pts. | Pos. |
|      |        | R1      | R2      | R1     | R2      | R1      | R2      | R1     | R2     | R1     | R2     | R1      | R2      | R1     | R2      | R1      | R2    | R1    | R2      | R1      | R2     | R1      | R2      | R1      | R2      | R1      | R2      | R1    | R2      | Pts. | Pos. |
| ---- | ------ | ------- | ------- | ------ | ------- | ------- | ------- | ------ | ------ | ------ | ------ | ------- | ------- | ------ | ------- | ------- | ----- | ----- | ------- | ------- | ------ | ------- | ------- | ------- | ------- | ------- | ------- | ----- | ------- | ---- | ---- |
| 2011 | BMW    | AUS -   | AUS -   | EUR -  | EUR -   | NED -   | NED -   | ITA -  | ITA -  | USA -  | USA -  | SMR -   | SMR -   | ESP -  | ESP -   | CZE -   | CZE - | GBR - | GBR -   | GER -   | GER -  | ITA Ret | ITA 14  | FRA 11  | FRA 11  | POR Ret | POR 19  |       |         | 12   | 23.º |
| 2013 | Ducati | AUS -   | AUS -   | ESP -  | ESP -   | NED -   | NED -   | ITA -  | ITA -  | GBR -  | GBR -  | POR -   | POR -   | ITA -  | ITA -   | RUS -   | RUS - | GBR - | GBR -   | GER -   | GER -  | TUR -   | TUR -   | USA -   | USA -   | FRA -   | FRA -   | SPA 9 | SPA Ret | 7    | 30.º |
| 2014 | Ducati | AUS -   | AUS -   | ESP -  | ESP -   | NED -   | NED -   | ITA -  | ITA -  | GBR -  | GBR -  | MAL -   | MAL -   | ITA -  | ITA -   | POR -   | POR - | USA - | USA -   | SPA -   | SPA -  | FRA Ret | FRA Ret | QAT -   | QAT -   |         |         |       |         | 0    | -    |
| 2015 | Ducati | AUS -   | AUS -   | THA -  | THA -   | SPA 6   | SPA 5   | NED 7  | NED 8  | ITA -  | ITA -  | GBR -   | GBR -   | POR -  | POR -   | ITA -   | ITA - | USA - | USA -   | MAL -   | MAL -  | ESP -   | ESP -   | FRA -   | FRA -   | QAT 7   | QAT DNS |       |         | 47   | 19.º |
| 2016 | Ducati | AUS Ret | AUS DNS | THA 14 | THA Ret | SPA 4   | SPA 4   | NED 13 | NED 10 | ITA 10 | ITA 10 | MAL 14  | MAL 11  | GBR 12 | GBR 14  | ITA Ret | ITA 4 | USA 7 | USA 4   | GER 10  | GER 3  | FRA 8   | FRA 10  | SPA Ret | SPA Ret | QAT 6   | QAT 8   |       |         | 151  | 9.º  |
| 2017 | Ducati | AUS 6   | AUS 5   | THA 11 | THA 8   | SPA Ret | SPA 6   | NED 4  | NED 13 | ITA 5  | ITA 4  | GBR 10  | GBR 7   | ITA 5  | ITA Ret | USA 5   | USA 5 | GER 8 | GER 10  | POR 9   | POR 13 | FRA Ret | FRA 4   | SPA 9   | SPA 7   | QAT Ret | QAT 5   |       |         | 196  | 7.º  |
| 2018 | Ducati | AUS 4   | AUS 3   | THA 2  | THA 5   | SPA 3   | SPA Ret | NED 5  | NED 4  | ITA 5  | ITA 4  | GBR Ret | GBR Ret | CZE 14 | CZE 8   | USA 6   | USA 6 | ITA 6 | ITA Ret | POR Ret | POR 10 | FRA 3   | FRA 8   | ARG 4   | ARG 2   | QAT 13  | QAT C   |       |         | 230  | 7.º  |

| Año     | Moto     | 1       | 1      | 1      | 2      | 2      | 2      | 3      | 3      | 3       | 4     | 4      | 4      | 5      | 5      | 5      | 6      | 6      | 6      | 7     | 7      | 7       | 8     | 8      | 8     | Pos. | Pts. |
| Año     | Moto     | R1      | SR     | R2     | R1     | SR     | R2     | R1     | SR     | R2      | R1    | SR     | R2     | R1     | SR     | R2     | R1     | SR     | R2     | R1    | SR     | R2      | R1    | SR     | R2    | Pos. | Pts. |
| ------- | -------- | ------- | ------ | ------ | ------ | ------ | ------ | ------ | ------ | ------- | ----- | ------ | ------ | ------ | ------ | ------ | ------ | ------ | ------ | ----- | ------ | ------- | ----- | ------ | ----- | ---- | ---- |
| 2020    | Kawasaki | AUS Ret | AUS 12 | AUS 11 | SPA 13 | SPA 12 | SPA 13 | POR 13 | POR 13 | POR Ret | SPA 8 | SPA 12 | SPA 11 | SPA 13 | SPA 16 | SPA 13 | SPA 13 | SPA 12 | SPA 15 | FRA 8 | FRA 12 | FRA Ret | POR 8 | POR 10 | POR 8 | 61   | 13.º |
| Fuente: |          |         |        |        |        |        |        |        |        |         |       |        |        |        |        |        |        |        |        |       |        |         |       |        |       |      |      |